# バイフォード・ドルフィン
バイフォード・ドルフィン (Byford Dolphin) は、フレッド・オルソン・エナジーの子会社であるドルフィン・ドリリングによって運用されているセミサブマーシブル型掘削リグである。1983年に死者5人・重傷者1人を出した減圧事故をはじめ、数度の事故を経験している。

## 概要
バイフォード・ドルフィンは、1974年にアケル・グループによってノルウェーで建造された Aker H-3 デザインの掘削リグである。1978年までは Deep Sea Driller と呼ばれた。
バイフォード・ドルフィンの寸法は全長108.2メートル (355 ft)、全幅67.4メートル (221 ft)、深さ36.6メートル (120 ft) であり、最大掘削深度は6,100メートル (20,000 ft)、最大稼働水深460メートル (1,500 ft) である。掘削装置はノルウェーの法令により認証を受けている。船体に装備されたエンジンにより、海流や波によって流されるのを防ぐ程度には動くことが可能だが、長距離の移動にはタグボートによる曳航が必要である。
| デッキロード   | 3,025 トン                                      |
| 居住区         | 102 ベッド                                      |
| 最大稼働水深   | 460メートル (1,500 ft)                          |
| デリック       | 49-メートル (160 ft) Shaffer top compensator    |
| 係留設備       | 12 点                                           |
| 噴出防止装置   | Hydril 476 mm (18.7 in), 10,000 kPa (1,500 psi) |
| 海中設備       | クリスマスツリー                                |
| デッキクレーン | 2 × 40 トン                                     |

## 事故・インシデント

### Deep Sea Driller時代の事故
1976年3月1日、北海の区画からベルゲンへの移動中に座礁。乗組員は全員救命ボートへ退避したが、ボートから転落した6人が死亡した。

### ダイビングベル事故
1983年11月5日午前4:00、北海ノルウェー経済水域に位置するフリッグガス田での掘削中のことである。リグ上に設置された減圧タンクとダイビングベルからなる系内に4人のダイバーが入り、2人のテンダーがこれをサポートしていた。
1人のダイバーがタンクとベルの接続部にある扉を閉じようとした時、タンク内で9気圧から1気圧への爆発的な減圧が発生した。テンダーのうちの1人とダイバー4人全員が即死し、テンダーの残る1人が重傷を負った。

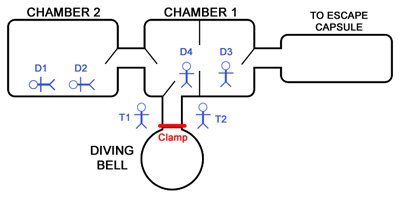
事故が発生した瞬間の減圧タンク。D1–D4はダイバー、T1およびT2はテンダー。タンク1とダイビングベルを接続している部分が接続筒である。

事故直前の状況は次の通りである：減圧タンク1と2が接続筒を通じてダイビングベルへと接続され、この接続部は2人のテンダー（彼ら自身も熟練したダイバーである）の操作するクランプによって密閉されていた。第3のタンクは既に接続されていたものの事故には無関係である。事故発生日、ダイバーの2人が9気圧に保たれたタンク2内で待機していた。もう2人のダイバーを載せたダイビングベルが引き上げられ、接続筒へ接続された。ベル内のダイバーはギアをベルに残し、接続筒を通ってタンク1へと移動した。
正しい手順
1. ベルの扉を閉める。
2. 潜水主任がベル内の圧力をわずかに高め、扉を密閉する。
3. 接続筒とタンク1間の扉を閉める。
4. 接続筒内の圧力をゆっくりと1気圧に下げる。
5. ベルをタンク系から分離するため、クランプを開く。

第1・第2ステップの完了後、ダイバーがタンクの扉を閉じ終わるより前になぜかテンダーの1人がクランプを開いてしまい、その結果密封されていなかったタンクの爆発的減圧が発生した。空気が猛烈な勢いでタンクから排出され、扉を壊しベルを吹き飛ばした。吹き飛ばされたベルは2人のテンダーを直撃し、クランプを開いたテンダーは死亡、もう1人は重症を負った。
ダイバーのうちの3人は爆発的な減圧にさらされ、図に示した位置で死亡した。残る1人、最後にタンクの内扉を閉めようとしていたダイバーは、扉を閉める途中に4人の中で最も急激な圧力勾配にさらされた結果、流れ出る空気によって内扉が壊れて詰まったことにより生じた60センチメートル幅の隙間に押し込められた。そしてその衝撃で体を引き裂かれて腹胸腔を両断され、それにより気管と腸、胸部脊椎のそれぞれ一部を残して胸部・腹部のすべての内臓が体外へ排出されたことがその後の法医病理学調査によりわかった。体組織の破片は広範囲に飛び散り、のちに外部圧力扉の10メートル直上で発見されたものもあった。

#### 医学的発見
ダイバーの遺体に対し、医学調査が行われた。検死における最も興味深い発見は、太い動脈、静脈および心房・心室内部に析出した大量の脂肪と、肝臓を中心とする臓器における血管内脂肪であった。これらの脂肪は塞栓性のものではなく、血液中から in situ に沈殿したものと推定された。その発生原因は、血液内の急速な気泡発生によりリポタンパク質が変性し、脂質が溶解できなくなったためと考えられている。タンク内で無傷だった3人のダイバーの死は、血液循環が即座に完全に阻害されたため、非常に急速だったはずである。4人目のダイバーは、気流によって扉の隙間から押し出された際に体を引き裂かれて即死したと考えられる。

#### 事故調査
事故調査委員会は、この事故がクランプを開いたテンダーの責任による人為ミスが原因だと結論した。彼がクランプを開いたのが上司の命令によるものか、自らの意思で行ったのか、あるいはコミュニケーションの齟齬によるのかは不明である。事故当時、タンク系外のテンダーの間で行われた唯一のコミュニケーションは壁面に設置された拡声器を通して行われた。リグおよび海からの騒音が大きく、なにが起こっているかを聞き取ることは困難であった。長時間の重労働によるダイバーの疲労も影響を与えた。ダイバーたちは16時間シフトで働くこともしばしばあったという。さらなる事故調査の結果、計画的時間超過労働に対する方針の修正が行われた。
また、この事故はエンジニアリングの欠陥にも原因している。1975年に作られたバイフォード・ドルフィンの潜水システムにはフェイルセーフなハッチ、外部圧力計、インターロック機構がなく、系内が加圧された状態で接続筒が開放されるのを防げなかった。事故より前に、ノルスケ・ベリタスは「ベルとタンクを接続する機構は、接続筒が加圧された状態では操作不可能でなければなら」ず、すなわち潜水システムはフェイルセーフな密閉・インターロック機構を有しなければならないという認証ルールを発表していた。事故の1ヶ月後、ノルスケ・ベリタスと ノルウェー石油管理局はすべてのシステムでこの規則を必須とした。
一方、バイフォード・ドルフィンの元乗組員とNOPEF（ノルウェーの石油・石油化学系労働組合）らは、事故調査は事実の隠蔽だと主張した。彼らの主張によると、重要な装置に対する無責任な規則適用免除がComex社の要求によってノルウェー石油管理局潜水部により認可されており、それが事故発生の致命的な要因になったことが報告書に記されていないとされた。また、（タンク加圧時の開放を防ぐ）インターロック機構を具えたクランプ機構や外部圧力計、安全な通話システムといった適切な装置の不足が、すべてノルウェー石油管理局による適用免除によってそのままにされていたのも事故の原因となったとも主張した。

#### 事故調査のその後
事故調査の結論は論争を巻き起こした。あるダイバーの団体は「バイフォード・ドルフィンの全乗組員の正義を見いだす」ことを目的に証拠収集を行った。この団体は1990年代初頭に北海ダイバー連合 (North Sea Divers Alliance) へと発展し、現在は北海ノルウェー水域で死亡もしくは負傷したダイバーへの補償を求める運動を展開している。

#### 訴訟
初期の北海ダイバーおよびダイバーの遺族により構成される北海ダイバー連合はさらなる調査を要求し続け、2008年2月、真の原因は装置の欠陥であるとする報告を得た。この事故により父親を失った遺族は「私の父はノルウェー政府によって殺されたとまで言いきってしまおうと思う。なぜなら政府はダイバーが安全でない減圧タンクを使って潜水していると知っていたからだ」と語った。最終的に、ダイバーの遺族は事故から26年たってノルウェー政府から補償を受け取った。

### その他の事故
2002年4月17日、44歳のノルウェー人従業員が頭部に落下物を受け労働災害で死亡した。バイフォード・ドルフィンと探査契約を結んでいたスタトイル社はリグの運用に対し懸念を表明し、契約は解消されることとなった。この事故により同社は数百万ドルの利益損失を被った。

## 参考資料
- Gjerde, Kristin Øye; Ryggvik, Helge (2009) (ノルウェー語). Nordsjødykkerne [North Sea divers]. Stavanger: Wigestrand Forlag 2010年7月14日閲覧。 – ノルウェー大陸棚でのオフショアダイビングおよび先駆的ダイバーに関する文献。安全と責任に関する節を含む
- Haddow, Iain (2008年3月27日). “Norway's underwater 'guinea pigs'”. BBC News Magazine (British Broadcasting Corporation) 2010年7月14日閲覧。 – バイフォード・ドルフィンを含む北海油田開発における事故についてのルポ